# Mylasa e Melanoudion
Il Thema di Mylasa e Melanoudion (in greco θέμα Μυλά[σ]σης και Μελανουδίου?) era una provincia bizantina (thema) dell'Asia Minore sud-occidentale (l'odierna Turchia) nei secoli XII e XIII.
È attestato per la prima volta nel 1127/1128 e fu probabilmente creato dopo il 1110, da Alessio I Comneno (R. 1081-1118) o da suo figlio e successore Giovanni II Comneno (R. 1118-1143), a partire dal territorio riconquistato dai Turchi Selgiuchidi nel 1090. Originariamente chiamato semplicemente Thema di Mylasa, fu rinominato dopo che la sua sede si spostò da Mylasa (l'odierna Milas) alla città di Melanoudion - non ancora identificata in modo definitivo, si trovava a sud di Mileto - intorno al 1150-1175.
Il thema comprendeva la maggior parte della regione della Caria, dal fiume Meandro a nord fino alla valle del fiume Morsynos (oggi chiamato in turco Vandalas Çayi) a est. La costa apparteneva tuttavia al thema di Kibyrrhaioton e, dopo lo scioglimento di quest'ultimo durante il regno di Manuele I Comneno (R. 1143-1180), fu unita alle vicine isole del Dodecaneso, principalmente a Coo. Alcuni dei duces di Mylasa e Melanoudion, tuttavia, sembrano aver esercitato la loro autorità anche sulla costa e sulle isole prospicienti.
La regione rimase sotto il controllo bizantino fino alla conquista da parte dei Turchi durante il primo regno di Andronico II Paleologo (R. 1282-1328). È notevole per il numero di fortificazioni bizantine sopravvissute e per la fiorente comunità monastica del Monte Latros.